# Дисконтная карта

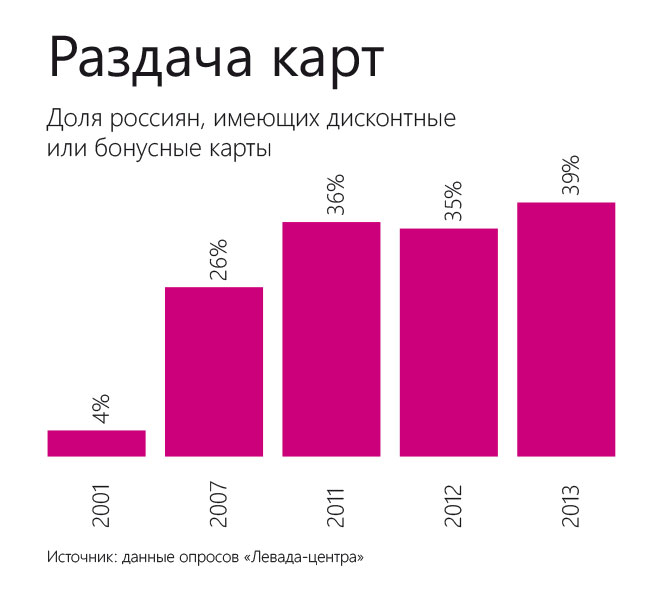

Дисконтная карта, скидочная карта (купон, ваучер, талон и тому подобное) — это средство, дающее возможность получения потребителем скидки в торговых точках продавца (-ов) или участников дисконтного клуба при соблюдении правил использования дисконтных карт.
Дисконтные карты, как правило, выпускают сети магазинов, АЗС, автосалоны, спортивные клубы, прачечные, аптеки, клиники, авиакомпании, салоны красоты, рестораны, клубы, интернет-провайдеры, автомастерские, зоомагазины и тому подобное для обслуживания собственных программ лояльности клиентов.

## Формы выпуска
- Пластиковая карта, снабжённая штрихкодом, магнитной полосой или чипом.
- Карта из пластика, картона или бумаги, на которой указан размер скидки, срок действия и/или группа товаров.
- Электронная дисконтная карта — цифровой билет, код или изображение, на электронном носителе (телефоне, КПК, считывающих и/или передающих устройствах хранения информации) содержащее в себе любое средство идентификации скидки (штрихкод, запись в базе данных, цифровую подпись, уникальный идентификатор и т. п.).

## Типы скидок, предоставляемых дисконтными картами
- Стандартная фиксированная скидка в процентах от суммы оплаты.
- Накопительная скидка.
- Льготы или преференции на право первоочередного приобретения редких или коллекционных товаров.
- Абонемент (пользователь осуществляет предоплату за товар или услугу, а потом постепенно расходует свои деньги при этом или получает расширенный пакет услуг, или товары со скидкой).
- Бонус (чтобы получить скидки, бонусы или подарки, пользователь должен набрать определённое компанией количество очков).

## Товары и услуги, при покупке которых используются дисконтные карты
- Продовольственные товары
- Одежда, обувь, сумки, аксессуары
- Косметика, парфюмерия
- Драгоценности
- Бытовая техника и электроника
- Еда в ресторанах и кафе
- Лекарства / товары для здоровья
- Топливо на АЗС

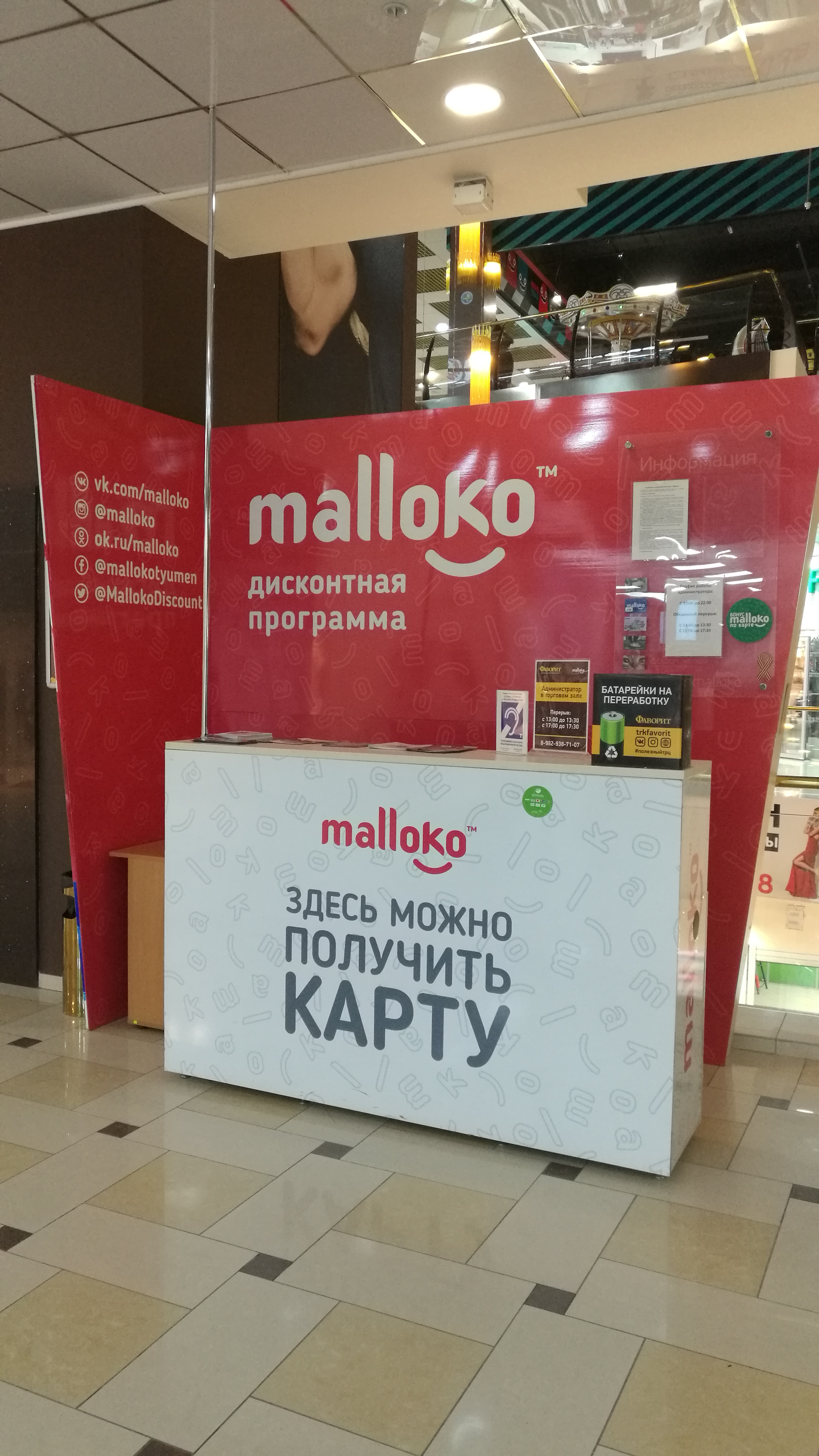
Стенд для выдачи дисконтных карт в ТЦ «Фаворит». г. Тюмень, 2019 год.

- СТО, услуги автосервиса / автозапчасти
- Товары для дома / подарки
- Строительные материалы
- Книги, видео, музыка
- Компьютеры и комплектующие
- Услуги салонов красоты, спа-салонов, спортзалов
- Туристические услуги
- Медицинские услуги
- Билеты в театры, кинотеатры, развлекательные центры и др.